# Pablo Fornals Malla
Pablo Fornals Malla (Castelló de la Plana, 22 de febrer de 1996) és un futbolista professional valencià que juga com a migcampista ofensiu al Reial Betis.

## Carrera de club
Fornals va ingressar al planter del Màlaga CF el 2012 als 16 anys, provinent del CE Castelló. Va debutar amb l'Atlético Malagueño a temporada 2014–15, a Tercera Divisió.
Fornals va debutar amb el primer equip – i a La Liga – el 26 de setembre de 2015, jugant com a titular en un empat 0 a 0 a fora contra el Reial Madrid. Dos mesos i dos dies després, va marcar el seu primer gol a la màxima categoria en un empat 2–2 contra el Granada CF a La Rosaleda, només quatre minuts després d'haver substituït Duda.
El 4 de desembre de 2016 Fornals va marcar un doblet en un empat 2 a 2 contra el València CF. El 24 de juliol va marxar al Vila-real CF, club al qual ja hi havia estat com a juvenil, i hi va signar un contracte per cinc anys.

## Carrera internacional
El 28 de març de 2016 Fornals va fer el seu debut internacional amb la selecció espanyola de futbol sub-21 tot jugant els 90 minuts en una victòria per 1 a 0 contra Noruega sub-21 a l'Estadi Nueva Condomina. El 17 de maig, fou convocat amb la selecció absoluta per Vicente del Bosque per a jugar un amistós contra Bòsnia i Hercegovina; va debutar-hi dotze dies després, substituint Mikel San José en una victòria per 3 a 1 a l'AFG Arena a St. Gallen, Suïssa.
Va ser suplent i va entrar a la segona part a la final de la Lliga de Nacions de la UEFA 2021 que Espanya va perdre contra França per 1-2.